# Tailandia en los Juegos Olímpicos de Atlanta 1996
Tailandia estuvo representada en los Juegos Olímpicos de Atlanta 1996 por un total de 37 deportistas, 25 hombres y 12 mujeres, que compitieron en 10 deportes.
El portador de la bandera en la ceremonia de apertura fue el atleta Vissanu Sophanich.

## Medallistas
El equipo olímpico tailandés obtuvo las siguientes medallas:
| Nombre                | Deporte | Competición |
| --------------------- | ------- | ----------- |
| Oro                   |         |             |
| Somluck Kamsing       | Boxeo   | 57 kg M     |
| Plata                 |         |             |
| —                     |         |             |
| Bronce                |         |             |
| Vichairachanon Khadpo | Boxeo   | 54 kg M     |